# Adhemar da Silva
Adhemar Ferreira da Silva (São Paulo, 1927. szeptember 29. — São Paulo, 2001. január 12.) olimpiai bajnok brazil atléta, hármasugró.

## Pályafutása
1948-ban vett részt első alkalommal az olimpiai játékokon. Londonban bejutott ugyan a döntőbe, de ott csak nyolcadik lett. 1950. december 3-án beállította a japán Tadzsima Naoto 16,00 méteres világrekordját, majd egy éven belül egy centiméterrel megjavította azt. Az 1952-es helsinki olimpia döntőjében két alkalommal is új világcsúcsot ugrott, amivel megnyerte a versenyszámot. Ez az eredmény 1953 júliusáig állt fent, amikor is a szovjet Leonyid Scserbakov teljesített jobbat.
1955-ben 16,56-dal újra világrekordot döntött. Ez a csúcs három évig élt. 1956-ban, a melbourne-i olimpián megvédte címét, amivel ő lett az első brazil atléta, aki két különböző olimpián is aranyérmet nyert. 1960-ban még részt vett a római olimpián, ekkor azonban már nem volt részese az élmezőnynek; már a selejtezőkörben kiesett, végül tizennegyedik lett.
Pályafutása alatt három alkalommal (1951, 1955, 1959) nyerte meg a hármasugrás versenyét a pánamerikai játékokon.

## Egyéni legjobbjai
- Hármasugrás – 16,56 méter (1955)

## Magánélete
1959-ben szerepelt a francia rendező, Marcel Camus Fekete Orfeusz című filmjében. A film elnyerte az Arany Pálmát a Cannes-i fesztiválon, aztán megkapta az Oscar-díj a legjobb idegen nyelvű filmnek elismerést.